# KDE Plasma 5

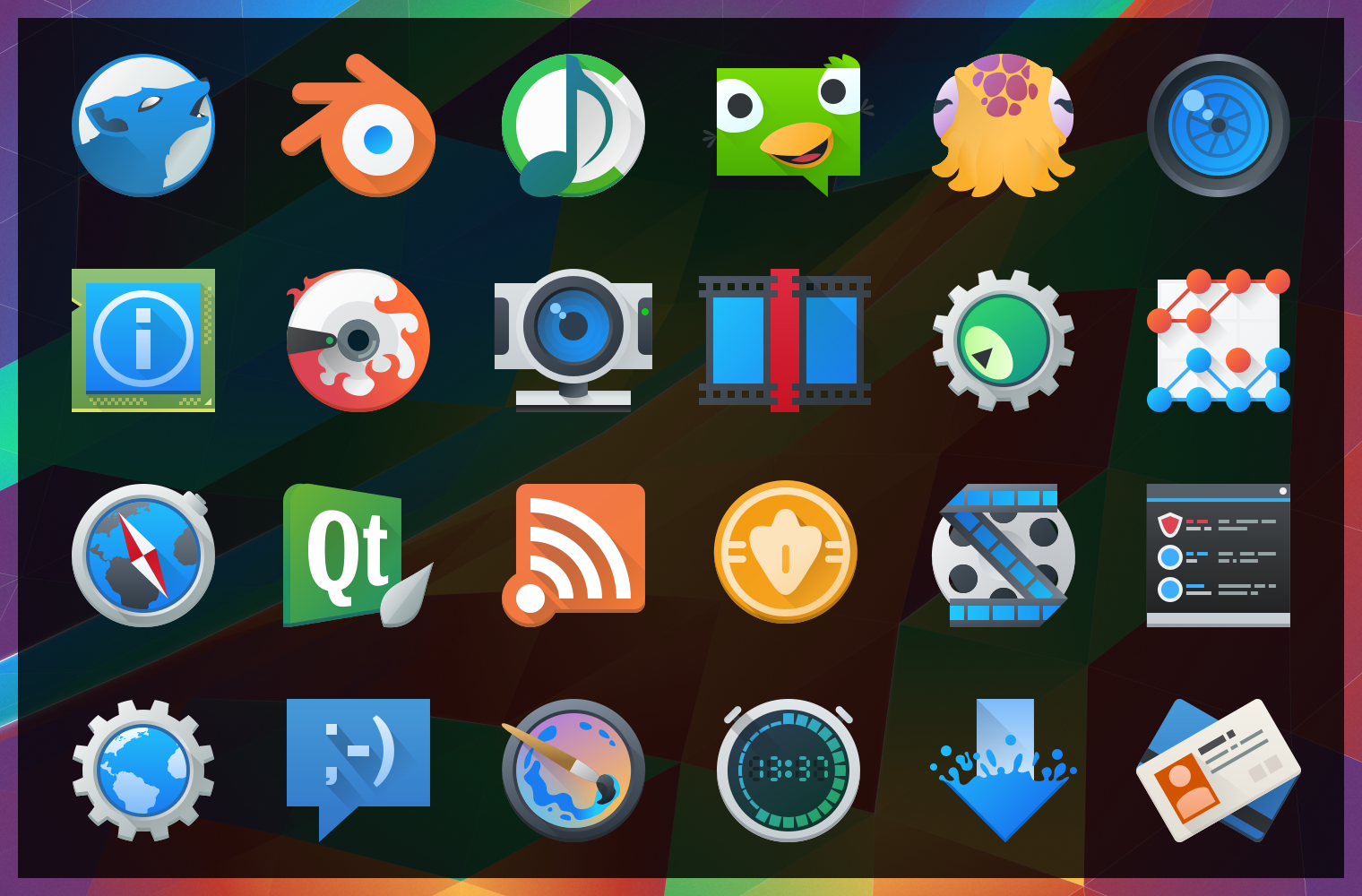
Algunos iconos del tema Breeze

KDE Plasma 5 es la quinta generación del entorno de escritorio creado por KDE, principalmente para usarse en distribuciones Linux, aunque también es posible usarlo en otros entornos, como por ejemplo OpenSolaris o FreeBSD. KDE Plasma 5 es el sucesor de KDE Plasma Workspaces y se lanzó inicialmente el 15 de julio de 2014. Incluye un nuevo tema por defecto, llamado Breeze, y una mayor convergencia entre diferentes dispositivos. La interfaz gráfica se migró totalmente a QML, que usa OpenGL para la aceleración de hardware, proporcionando un mejor rendimiento y un menor consumo energético.

## Descripción

### Arquitectura de Software
KDE Plasma 5 se ha construido usando Qt 5 y KDE Frameworks 5, especialmente Plasma-framework.
Plasma 5.0 mejora la compatibilidad con pantallas HiDPI e incorpora un intérprete de órdenes gráfico convergente, capaz de modificar su interfaz gráfica según el dispositivo en uso. También incluye un nuevo tema de escritorio por defecto, llamado Breeze. Otros cambios incluyen la migración a una nueva pila de gráficos completamente acelerada por hardware centrado en un gráfico de escena (lienzo) basado en OpenGL ES. Plasma 5 completa la migración de KDE Plasma 4 a QtQuick 5. El QtQuick 2 de Qt 5 usa un gráfico de escena OpenGL ES acelerado por hardware para componer y representar gráficos en la pantalla, lo que permite la delegación de tareas de representación de gráficos computacionalmente costosas a la GPU, lo que libera recursos en el procesador principal del sistema y es más rápido y eficiente.

### Sistemas de ventanas
KDE Plasma 5 usa el Sistema de ventanas X, aunque la compatibilidad con Wayland está en desarrollo. En la versión 5.4 se introdujo compatibilidad inicial para Wayland; en la 5.5 (diciembre de 2015) se introdujo compatibilidad estable para una sesión básica de Wayland.

### Desarrollo
Desde la división de KDE Software Compilation en KDE Frameworks 5, KDE Plasma 5 y las Aplicaciones de KDE, cada subproyecto se puede desarrollar a su propio ritmo. KDE Plasma 5 tiene su propio calendario de lanzamientos, con lanzamientos cada tres meses, y revisiones con correcciones de fallos en los meses intermedios.

## Plasma Mobile
Plasma Móvil es una variante de Plasma para teléfonos inteligentes.
Después de que el patrocinador de Plasma Active, Coherent Theory (bajo la marca Make·Play·Live), tuviera que renunciar a sus aspiraciones de sacar una tableta, Blue Systems surgió como nuevo patrocinador y cambió el objetivo del trabajo en el ordenador de mano Plasma hacia los smartphones.
La nueva interfaz se anunció oficialmente el 25 de julio de 2015 en Akademy, acompañada de un prototipo funcional sobre un Nexus 5. Plasma Móvil funciona en Wayland y es compatible con aplicaciones de Ubuntu Touch y, en el futuro, aplicaciones de Android mediante el proyecto de KDE Shashlik, patrocinado también por Blue Systems.
Hay disponible una compilación basada en Kubuntu para el Nexus 5.

## Historia
El primer prototipo público de Plasma 5 (entonces llamada tentativamente Plasma 2) se lanzó el 13 de diciembre de 2013. El 15 de julio de 2014 la primera versión final de Plasma 5.0 vio la luz.
En la primavera de 2015, Plasma 5 reemplazó a Plasma 4 en muchas distribuciones populares, como Fedora 22, Kubuntu 15.04, y openSUSE Tumbleweed.

### Versiones
Las versiones de Plasma 5 se lanzan cada cuatro meses (cada tres hasta 5.8) y las revisiones de corrección de fallos, en los meses intermedios.
| 5.0                                                                                 | 15 de julio de 2014    | Lanzamiento inicial. |                                                 |                                                 |                                                 |
| 5.1                                                                                 | 15 de octubre de 2014  | Se transladan características no encontradas en Plasma 4 4. |                                                 |                                                 |                                                 |
| 5.2                                                                                 | 27 de enero de 2015    | Nuevos componentes: - BlueDevil (enlace roto disponible en Internet Archive; véase el historial, la primera versión y la última).: pretende integrar la tecnología Bluetooth dentro del espacio de trabajo de KDE y sus aplicaciones. - KSSHAskPass (enlace roto disponible en Internet Archive; véase el historial, la primera versión y la última).: front-end para ssh-add, que almacena la contraseña de claves ssh en KWallet. - Muon (enlace roto disponible en Internet Archive; véase el historial, la primera versión y la última).: Un paquete de herramientas administrativas para sistemas basados en Debian, usando el indexado de apt-xapian y el algoritmo de búsqueda de Synaptic. - sddm-kcm.git (enlace roto disponible en Internet Archive; véase el historial, la primera versión y la última).: módulo de configuración para temas de SDDM. - KScreen: El software más reciente en administración de pantallas de KDE. Dentro de KDE System Settings, hace uso de KDE Daemon y KGlobalAccel; también está libkscreen.git para esto. - kde-gtk-config.git (enlace roto disponible en Internet Archive; véase el historial, la primera versión y la última). GTK+ Configuración de estilos 2 y 3 para KDE. - KDecoration (enlace roto disponible en Internet Archive; véase el historial, la primera versión y la última).: KDecoration2 es un plugin de librerías para crear decorativo para ventanas. Estas decoraciones pueden ser utilizadas por ejemplo en un administrador de ventanas basado en X11 que recrean un cliente de ventanas a una decoración de bordes de ventanas. |                                                 |                                                 |                                                 |
| 5.3                                                                                 | 28 de abril de 2015    | Tech Preview de Plasma Media Center, Bluetooth y applets de tounchpad. Mejorado el administrador de energía. |                                                 |                                                 |                                                 |
| 5.4                                                                                 | 25 de agosto de 2015   | Sesión de Wayland inicial, nuevo applet de audio basado en QML, y un launcher de aplicaciones en pantalla completa. |                                                 |                                                 |                                                 |
| 5.5                                                                                 | 8 de diciembre de 2015 | Soporte para Wayland mejorado. |                                                 |                                                 |                                                 |
| 5.6                                                                                 | 22 de marzo de 2016    | Mejoras en la seguridad. |                                                 |                                                 |                                                 |
| 5.7                                                                                 | 5 de julio de 2016     | Teclado virtual automático. Wayland es ahora totalmente funcional. |                                                 |                                                 |                                                 |
| 5.8 LTS                                                                             | 4 de octubre de 2016   | Primera versión con soporte a largo plazo. |                                                 |                                                 |                                                 |
| 5.9                                                                                 | 31 de enero de 2017    | Mejoras en Wayland, menú global. |                                                 |                                                 |                                                 |
| 5.10                                                                                | 30 de mayo de 2017     | Mejoras de rendimiento. |                                                 |                                                 |                                                 |
| 5.11                                                                                | 10 de octubre de 2017  | Añadidas Cajas Fuertes Plasma; Mejoras en Wayland. |                                                 |                                                 |                                                 |
| 5.12 LTS                                                                            | 6 de febrero de 2018   | Segunda versión LTS. Optimizaciones de consumo de RAM, CPU, mejoras de rendimiento y velocidad de arranque acelerada. Soporte para Wayland mejorado. |                                                 |                                                 |                                                 |
| 5.13                                                                                | 12 de junio de 2018    | Lista completa de cambios https://www.kde.org/announcements/plasma-5.12.5-5.13.0-changelog.php (en inglés) |                                                 |                                                 |                                                 |
| 5.14                                                                                | 9 de octubre de 2018   | Integración con el menú global de GKT. Mejoras en Wayland. |                                                 |                                                 |                                                 |
| 5.15                                                                                | 12 de febrero de 2019  | Wayland: Soporte de escritorios virtuales, y arrastrar y soltar en pantallas táctiles, entre otros. |                                                 |                                                 |                                                 |
| 5.16                                                                                | 11 de junio de 2019    | Mejoras en el sistema de notificación; soporte para el controlador propietario de Nvidia en Wayland; pantallas modernizadas de inicio, bloqueo y cierre de sesión; mejoras en la interfaz de usuario a través de Plasma y Discover, entre otros. |                                                 |                                                 |                                                 |
| 5.17                                                                                | 15 de octubre de 2019  | Color nocturno disponible para X11. Plasma reconoce cuando un programa se ejecuta a pantalla completa y previene ventanas emergentes. Wayland: Plasma ahora cuenta con escalado fraccional. |                                                 |                                                 |                                                 |
| 5.18 LTS                                                                            | 11 de febrero de 2020  | Tercera versión LTS. En Plasma 5.18 encontrarás nuevas características que hacen que las notificaciones sean más claras, los ajustes más racionales y el aspecto general más atractivo. Novedades desde la LTS 5.12: - Sistema de notificaciones completamente reescrito. - Integración del navegador. - Se han rediseñado las páginas de preferencias del sistema, ya sea para que usen una vista en cuadrícula consistente o para reparar su interfaz de usuario. - Las aplicaciones GTK respetan ahora más preferencias, usan los esquemas de color de KDE, tienen sombras en X11 y permiten usar el menú global. - Mejoras en la gestión de pantallas, incluyendo nuevos OSD y «widget». - Uso del portal Flatpak. - Funcionalidad del color nocturno. - Gestión de dispositivos Thunderbolt. |                                                 |                                                 |                                                 |
| 5.19                                                                                | 9 de junio de 2020     | Se da prioridad a hacer Plasma más consistente, corrigiendo y unificando los diseños de los widgets y los elementos de escritorio; añadiendo opciones de configuración a la configuración del sistema; mejorando la usabilidad, haciendo que Plasma y sus componentes sean más fáciles de usar y una experiencia más placentera en general. |                                                 |                                                 |                                                 |
| 5.20                                                                                | 13 de octubre de 2020  | El gestor de tareas, ahora solo muestra iconos de forma predeterminada. La ventana emergente de la bandeja del sistema muestra ahora sus elementos en una cuadrícula en lugar de en forma de lista. Notificaciones cuando el sistema esté quedándose sin espacio en disco incluso si su directorio personal está en otra partición. Opción para resaltar las preferencias modificadas en preferencias del sistema. Mejoras en Wayland: la utilidad del portapapeles Klipper y la acción de pegar con un clic del botón central ya son plenamente operativas. KRunner, el lanzador-calculadora-buscador multipropósito, ya se muestra en el lugar correcto cuando se usa un panel en la parte superior. La implementación del ratón y del panel táctil son prácticamente idénticas a sus equivalentes para X Window, y la grabación en vídeo de la pantalla también es ya posible en Plasma 5.20. El Gestor de tareas muestra miniaturas de las ventanas y, en general, todo el escritorio es más estable y no falla cuando XWayland falla. |                                                 |                                                 |                                                 |
| 5.21                                                                                | febrero de 2021        | ' |                                                 |                                                 |                                                 |
| 5.22                                                                                | febrero de 2021        | ' |                                                 |                                                 |                                                 |
| 5.23                                                                                | febrero de 2021        | ' |                                                 |                                                 |                                                 |
| 5.24 LTS                                                                            | 8 de febrero de 2022   | Nuevo administrador de información general para cambiar más fácilmente entre escritorios. Actualización visual para el tema Breeze. Selector de color para colores de acento. Acento para notificaciones críticas. Mejoras en el widget de la bandeja del sistema. Mejoras de velocidad y productividad para Discover. Ayuda a la integración en KRunner. Soporte de autenticación de huellas dactilares. Soporte adicional para colores, VR y tablas de dibujo en Plasma Wayland. | Versión antiguaÚltima versiónLanzamiento futuro | Versión antiguaÚltima versiónLanzamiento futuro | Versión antiguaÚltima versiónLanzamiento futuro |
| 5.25                                                                                | 14 de junio de 2022    | El administrador de información general muestra todas las ventanas abiertas y los escritorios virtuales. Soporte de gestos de trackpad. Sincronice el color de acento con el fondo de pantalla. Nuevo modo táctil con elementos redimensionados. Nuevas opciones de personalización. Página de la aplicación Discover reelaborada. Mayores opciones de temas globales. |                                                 |                                                 |                                                 |
| 5.26                                                                                | 06 de octubre de 2022  | |                                                 |                                                 |                                                 |
| Versión antiguaVersión antigua, con soporte técnicoÚltima versiónLanzamiento futuro |                        | |                                                 |                                                 |                                                 |

## Galería

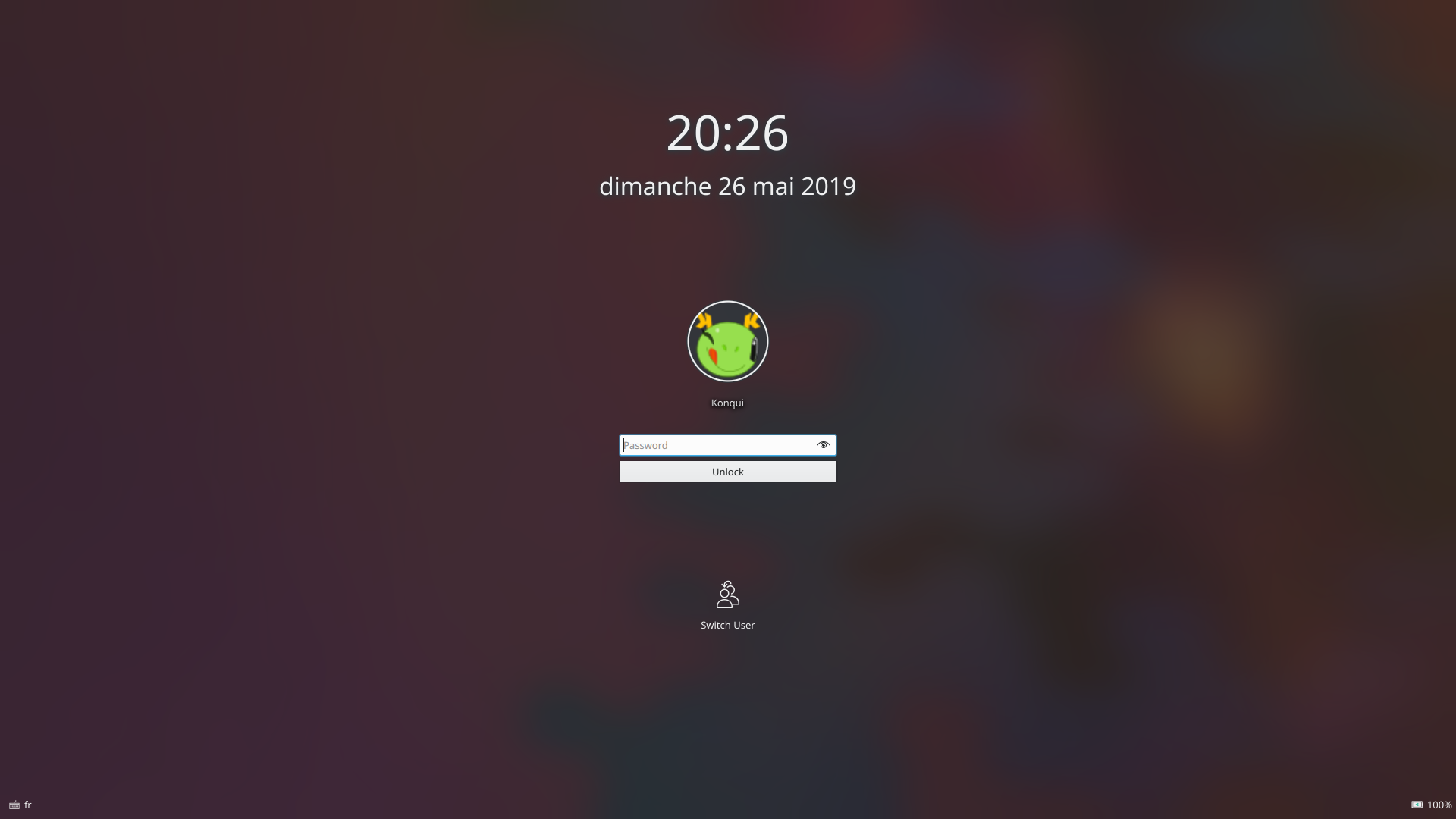
Pantalla de bloqueo predeterminada de Plasma 5.
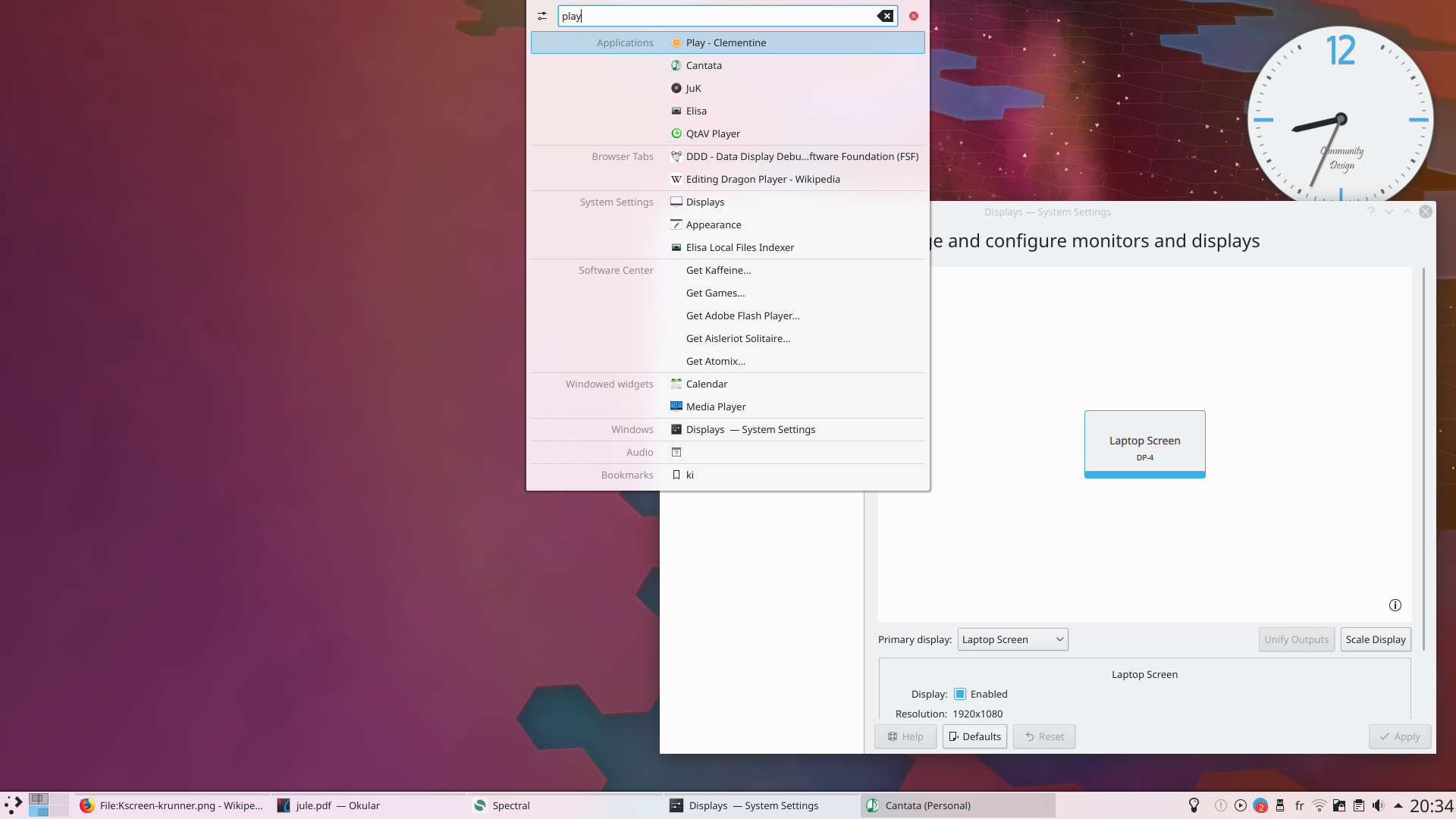
Plasma 5.0 mostrando KRunner y configuración de la pantalla.
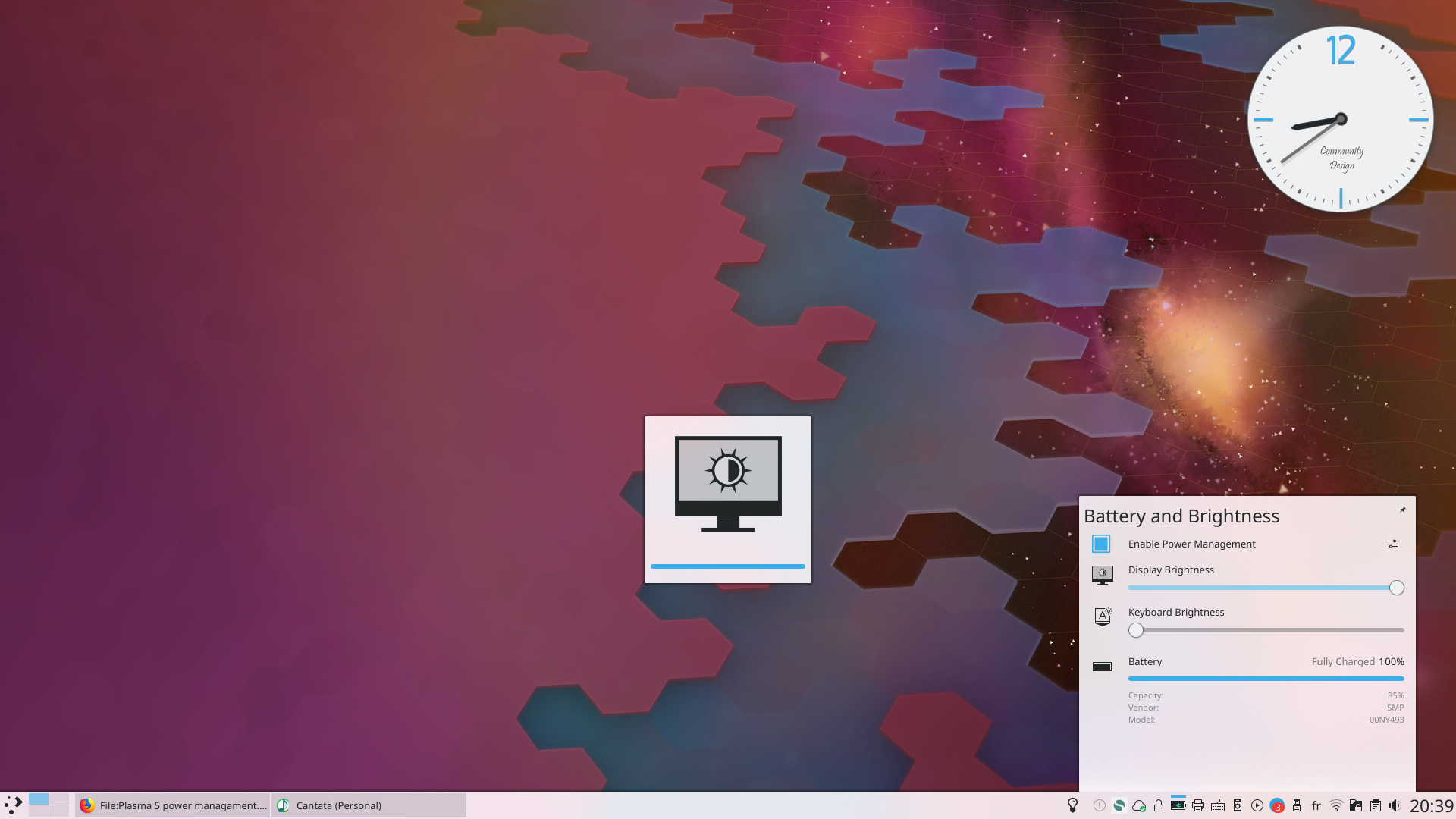
Gestión de energía y OSD del control de brillo mediante teclado.
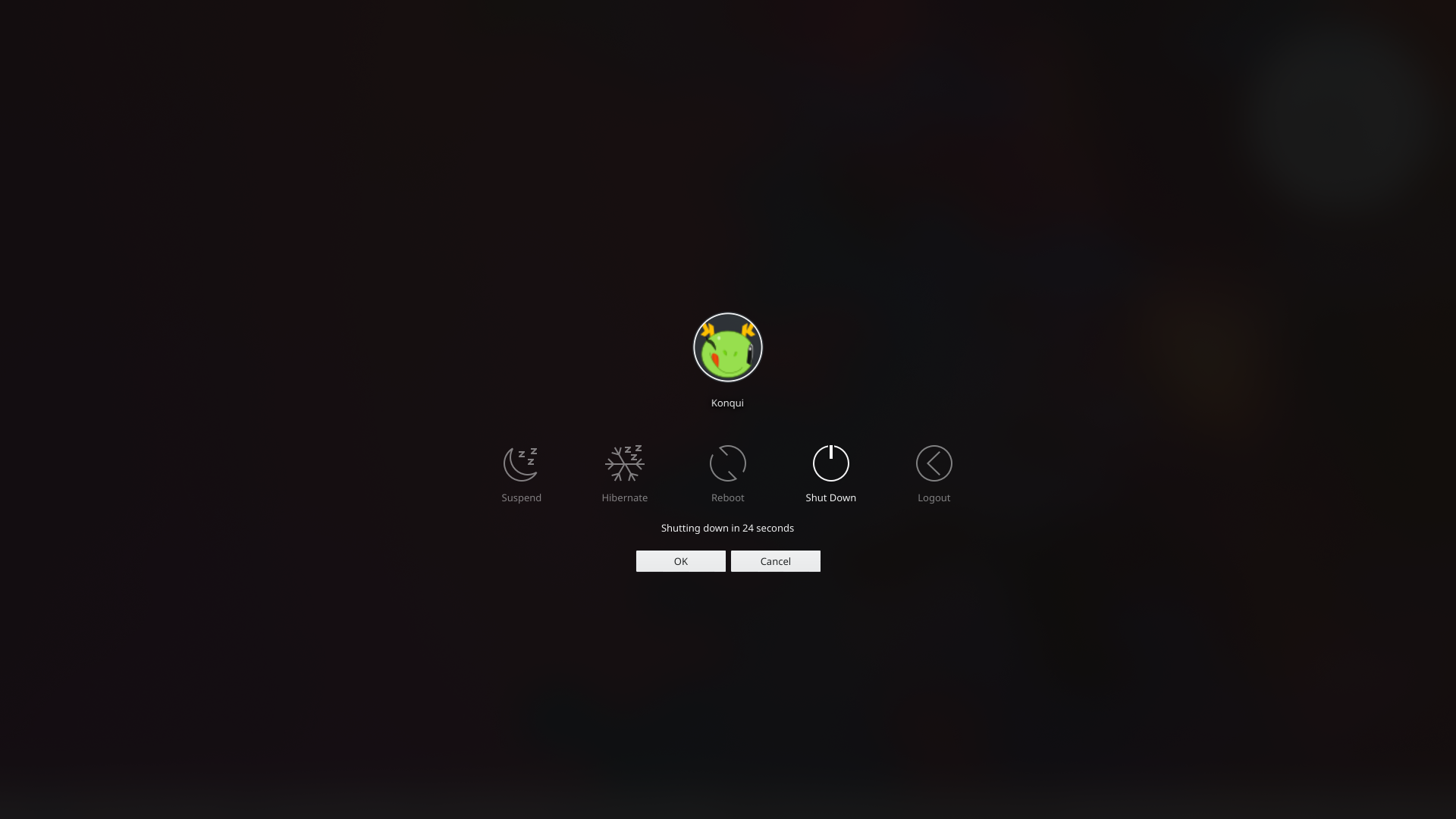
Pantalla de apagado de Plasma 5.
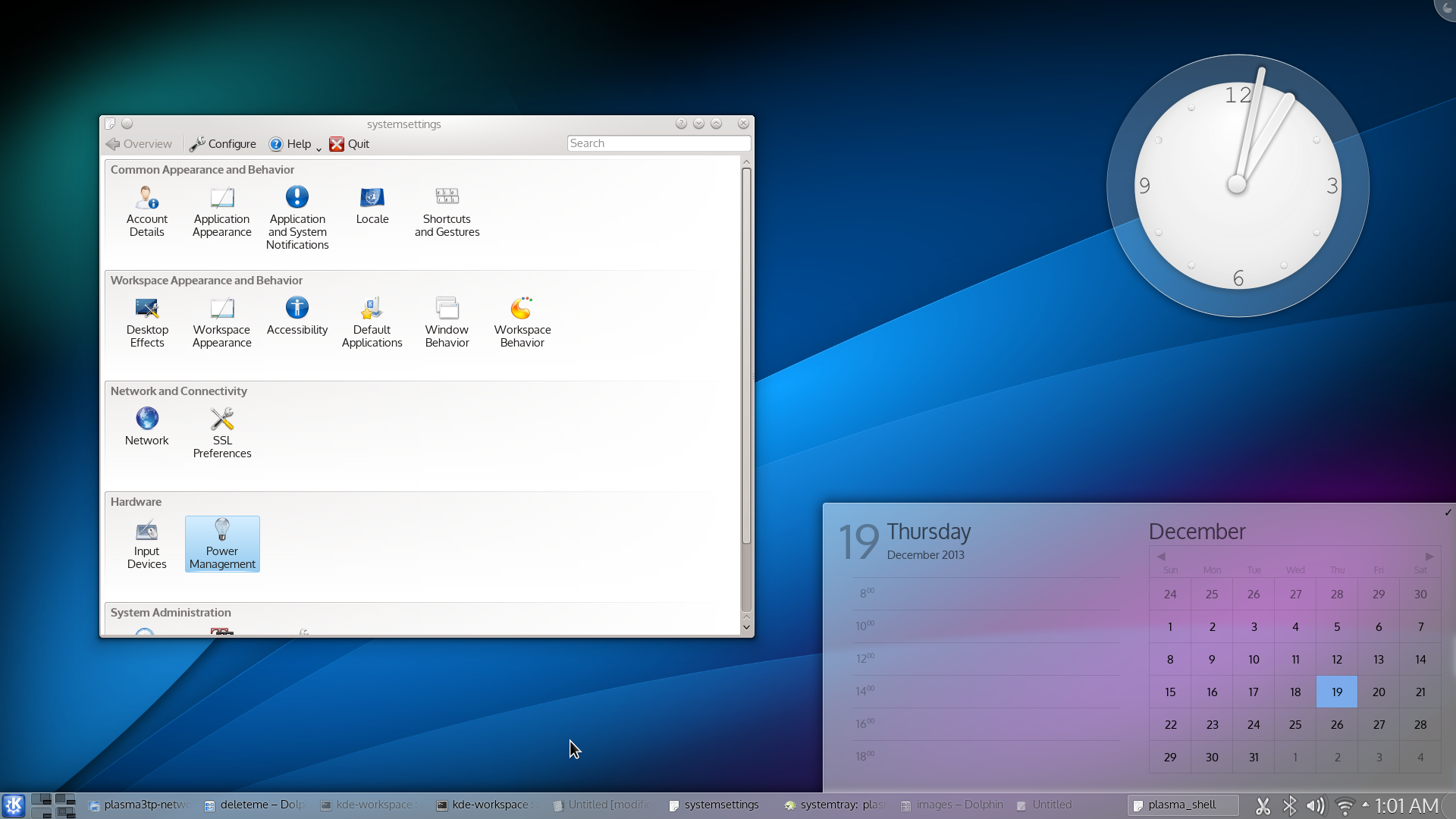
Primer prototipo de Plasma 5.